# Eberhard Weise (Musiker)
Eberhard Weise (* 28. November 1934 in Dresden) ist ein deutscher Jazzmusiker (Piano, Posaune, Komposition, Arrangement) und Orchesterleiter.

## Leben und Wirken
Nach Ausbildung an der Fachschule für Musik in Görlitz und am Konservatorium in Schwerin arbeitete Weise zunächst von 1954 bis 1957 als Posaunist am Theater in Güstrow, leitete aber nebenbei die Eberhard-Weise-Combo. Gemeinsam mit Schulkameraden aus Görlitz – Richard Bergmann, Wolf Hudalla, Günter Kloß – und weiteren Musikern wie Ernst-Ludwig Petrowsky gründete er dann (mit Unterstützung durch den jazzbegeisterten Kulturfunktionär Günter Rosal) 1957 sein Orchester als eine Big Band für Modern Jazz. Damit hatte das Orchester Eberhard Weise eine Sonderstellung in der Musik der DDR. Es spielte in wechselnder Besetzung, u. a. mit Klaus Lenz, bis 1961. Zum Jahreswechsel 1962 löste Weise das Ensemble aus ökonomischen Gründen auf. Ein Teil der Musiker machte im Manfred-Ludwig-Sextett weiter.
Weise ging zum renommierten Rundfunk-Tanzorchester Leipzig. Dort war er zunächst als Pianist und Chefarrangeur tätig; daneben leitete er die Radio-DDR-Combo (bis 1966) und spielte in Friedhelm Schönfelds Berlin-Leipzig-Combo und dann mit der All-Star-Besetzung des DDR-Rundfunks Studio IV (mit Ernst-Ludwig Petrowsky, Joachim Graswurm, Hubert Katzenbeier, Klaus Koch, Wolfgang Winkler, mit denen es 1968 auch zu Auftritten auf dem Montreux Jazz Festival und auf dem Jazz Jamboree Warschau kam). Er spielte aber auch mit Uschi Brüning. Von 1984 bis 1989 war er 2. Dirigent des Rundfunktanzorchesters Leipzig. 1989 wurde Weise dann als Nachfolger von Walter Eichenberg Chefdirigent des Leipziger Rundfunk-Tanzorchesters, das 1992 aus ökonomischen Gründen „abgewickelt“ wurde. Zwischen 1993 und 2001 leitete er das Jugend-Jazz-Orchester Sachsen. Gegenwärtig ist er Leiter der German Philharmonic Big Band, einem Projekt jazzinteressierter Musikern des Gewandhausorchesters Leipzig und anderer Symphonieorchester. Daneben trat er 2004 aber auch mit einem Nonett auf, um eigene Kompositionen und Arrangements aufzuführen.
Weise schrieb mehr als 900 Arrangements und Jazz- und Tanzmusiktitel. Auch verfasste er mehr als 70 Musiken für Trickfilme, vorwiegend für das DEFA-Studio für Trickfilme.

## Filmografie
- 1972: Vater und die Kur (Trickfilm)